# Municipio de Paris (condado de Portage)
El municipio de Paris (en inglés: Paris Township) es un municipio ubicado en el condado de Portage en el estado estadounidense de Ohio. En el año 2010 tenía una población de 1744 habitantes y una densidad poblacional de 28,89 personas por km².

## Geografía
El municipio de Paris se encuentra ubicado en las coordenadas 41°10′24″N 81°2′18″O / 41.17333, -81.03833. Según la Oficina del Censo de los Estados Unidos, el municipio tiene una superficie total de 60.38 km², de la cual 57,38 km² corresponden a tierra firme y (4.97 %) 3 km² es agua.

## Demografía
Según el censo de 2010, había 1744 personas residiendo en el municipio de Paris. La densidad de población era de 28,89 hab./km². De los 1744 habitantes, el municipio de Paris estaba compuesto por el 98,45 % blancos, el 0,29 % eran afroamericanos, el 0,17 % eran amerindios, el 0,11 % eran asiáticos y el 0,97 % eran de una mezcla de razas. Del total de la población el 0,57 % eran hispanos o latinos de cualquier raza.